# Natty Dreadlocks
Natty Dreadlocks (synonimy „Natty Dread”, „Natty”, „Dready” czy „Dread”) – określenie członka ruchu Rastafari. Zwrot ten można często usłyszeć w tekstach muzyki reggae. Jest to połączenie 2 jamajskich słów: „natty”, znaczącego „naturalność” lub „naturalny”, i „dreadlocks”, znaczącego „dready”.
Przykłady piosenek, w których używany jest ten termin:
- Guess who’s Coming to Dinner zespołu Black Uhuru.
- Natty Dread Boba Marleya
- Natty Dread Taking Over zespołu Culture.
- „Jah Jah Ah Natty Dread” Lee Perry’ego
- Global War Alborosiego